# Attila (nome)
Attila  è un nome proprio di persona italiano maschile.

## Varianti in altre lingue
- Catalano: Atila[3]
- Islandese: Atli[4]
- Norvegese: Atle[4]
- Portoghese: Átila
- Spagnolo: Atila[3]
- Turco: Attila[4][5], Atila[4][5], Atilla[4]
- Ungherese: Attila[4][5][6], Etele[5][7]
  - Femminili: Etelka[7]
  - Ipocoristici femminili: Etel[7]

## Origine e diffusione

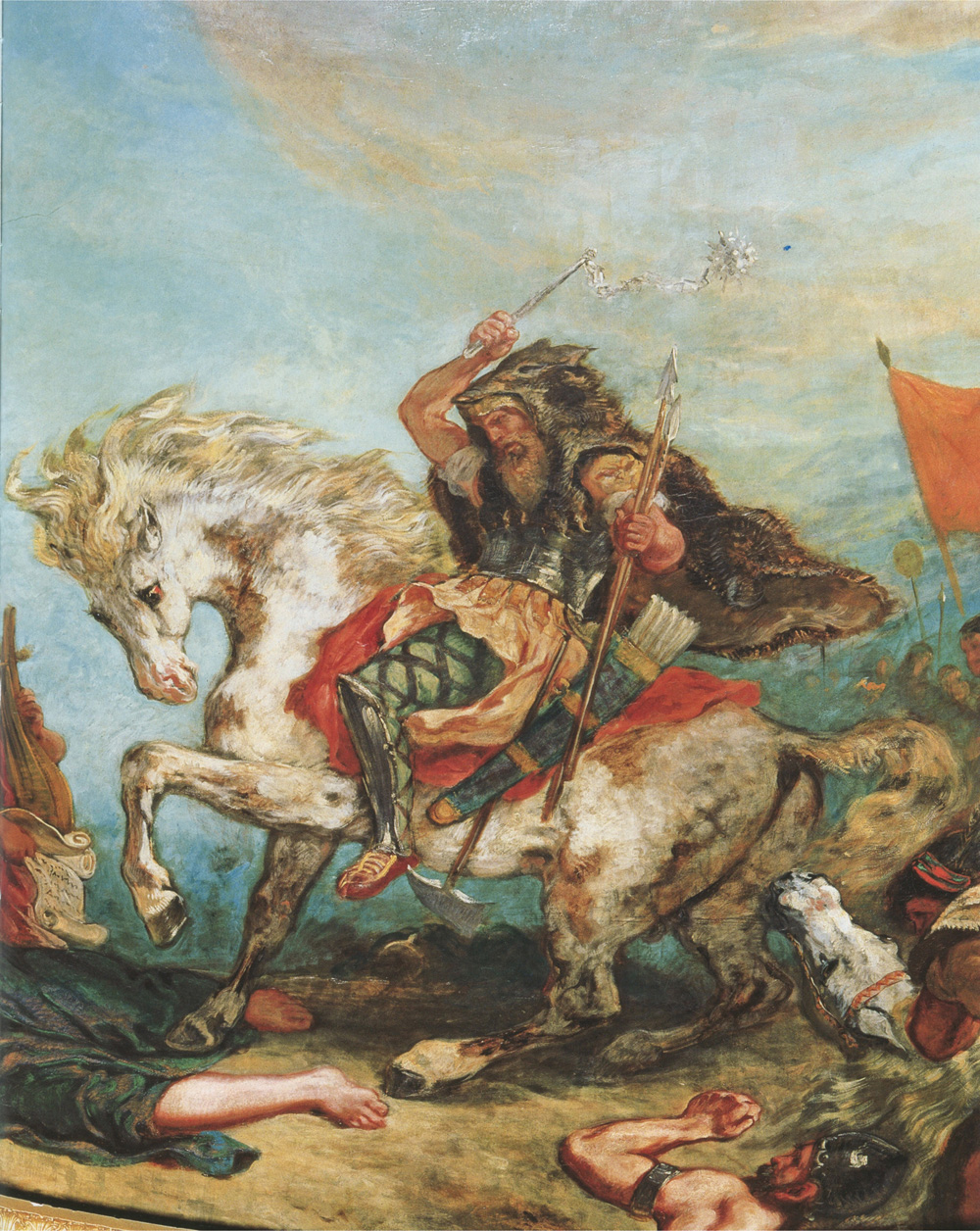
Attila dipinto da Eugène Delacroix

È un nome di origine gotica; la sua etimologia non è del totalmente certa, ma generalmente viene considerato un diminutivo del vocabolo gotico atta, che significa "padre", col significato quindi di "piccolo padre"; dallo stesso elemento atta derivano gli arcaici nomi italiani Atto e Attalo.
Il nome è universalmente noto per essere stato portato da Attila, il condottiero che, alla testa degli Unni, invase l'Europa nel V secolo; nel suo caso, "Attila" era probabilmente un epiteto che gli era stato dato dagli abitanti dei paesi Goti o Burgundi che aveva assoggettato, mentre il suo vero nome era forse Avithohol. La figura di Attila è presente, in forma romanzata, in alcune opere letterarie, che hanno dato origine a varianti del nome: nella Völsunga saga norrena, ad esempio, il suo nome diventa Atli, da cui discendono le forme in uso in alcuni paesi nordici, mentre nel Nibelungenlied egli viene chiamato Etzel, da cui deriva probabilmente la forma ungherese Etele. Quest'ultimo nome dispone di una forma femminile, Etelka, che a sua volta è di origine letteraria, in quanto venne creata dallo scrittore ungherese András Dugonics per la protagonista del suo romanzo del 1788 Etelka.
Come nome di persona, Attila è scarsamente diffuso a causa della fama sanguinaria del condottiero unno, con la significativa eccezione dell'Ungheria, dove invece è relativamente comune. In Italia, il suo uso è stato sostenuto dal melodramma di Giuseppe Verdi Attila, ma negli anni settanta se ne contavano solo trecento occorrenze circa, accentrate per un terzo in Emilia-Romagna e per il resto sparse al Centro-Nord.

## Onomastico
Nessun santo porta questo nome, che quindi è adespota; l'onomastico si può eventualmente festeggiare il 1º novembre, in occasione di Ognissanti. 
Si segnala l'esistenza di sant'Attala, secondo abate di San Colombano, ricordato il 10 marzo, il cui nome condivide la medesima origine di Attila, nonché di sant'Attilano (che alcune fonti chiamano Attila), monaco benedettino, cofondatore dell'abbazia di Santa Maria di Moreruela e vescovo di Zamora, commemorato il 5 ottobre.

## Persone

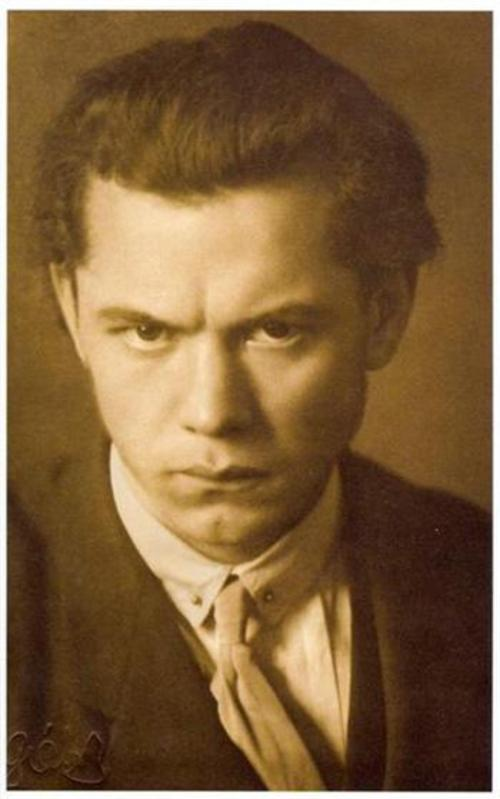
Attila József

- Attila, condottiero e sovrano degli Unni
- Attila Csihar, cantante e chitarrista ungherese
- Attila Filkor, calciatore ungherese
- Attila József, poeta ungherese
- Attila Miklósházy, vescovo cattolico ungherese
- Attila Petschauer, schermidore ungherese
- Attila Sallustro, calciatore e allenatore di calcio paraguaiano naturalizzato italiano

### Varianti maschili
- Edsel Ford, imprenditore statunitense
- Atli Guðnason, calciatore islandese
- Atle Selberg, matematico norvegese
- Atle Skårdal, sciatore alpino e allenatore di sci alpino norvegese
- Atilla Taş, cantante e attore turco

### Variante femminile Etelka
- Etelka Gerster, soprano ungherese
- Etelka Kenéz Heka, poetessa, scrittrice e cantante ungherese
- Etelka Szapáry, nobildonna ungherese

## Il nome nelle arti
- Attila Melanchini è uno dei personaggi del film del 1976 Novecento, diretto da Bernardo Bertolucci, nel quale è interpretato dall'attore canadese Donald Sutherland.
- Attila è il nome che Bowser ha assunto nell'adattamento italiano della serie animata Super Mario.